# 2005 en Finlande
Chronologie de la Finlande
- 2001
- 2002
- 2003
- 2004
- 2005
- 2006
- 2007
- 2008
- 2009

Cette page concerne les évènements survenus en 2005 en Finlande  :

## Évènement
- 10 août : Le vol Copterline 103 s'écrase dans la baie de Tallinn.

## Sport
- Championnat de Finlande de football 2005
- Championnat de Finlande de hockey sur glace 2004-2005
- Championnat de Finlande de hockey sur glace 2005-2006
- Championnats du monde de ski acrobatique
- Championnats du monde d'athlétisme

## Culture

### Sortie de film
- Le 9e escadron
- Brasileirinho
- Esprit d'équipe
- Honey Baby
- Paha maa
- Rare Exports : The Official Safety Instructions
- Star Wreck: In the Pirkinning
- Une autre mère
- Van Veeteren – Borkmanns punkt
- White Terror

## Création
- Lex Karpela (en)